# Dick Keith
Richard Matthewson Keith, noto come Dick Keith (Belfast, 15 maggio 1933 – Bournemouth, 28 febbraio 1967), è stato un calciatore nordirlandese, di ruolo difensore.

## Palmarès

### Club

#### Competizioni nazionali
- Campionato nordirlandese: 3

Linfield: 1953-1954, 1954-1955, 1955-1956
- Irish Cup: 1

Linfield: 1952-1953
- Gold Cup (Irlanda del Nord): 2

Linfield: 1950-1951, 1955-1956
- Ulster Cup: 1

Linfield: 1955-1956